# Fassbrause

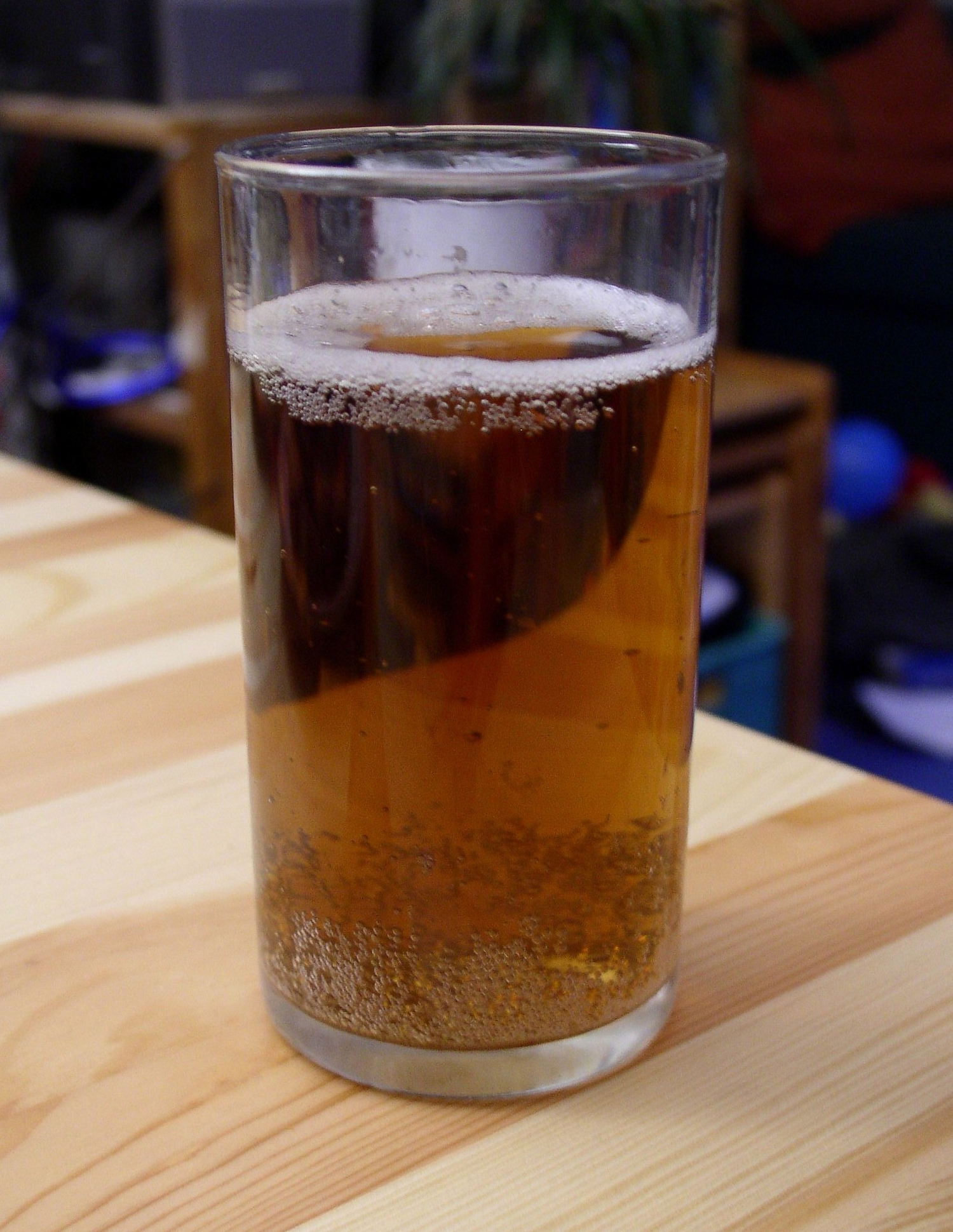
Un verre de Fassbrause.

Fassbrause est une boisson pétillante allemande sans alcool. Elle est élaborée à partir de fruits, d'épices et d'extrait de malt. Son nom, que l'on peut littéralement traduire par « soda de fût », provient de son conditionnement originel dans des fûts de brasserie. De nos jours[Quand ?], la Fassbrause est également conservée en bouteilles. Depuis quelques années[Quand ?], d'autres produits de brasserie non alcoolisés et même des panachés de saveurs différentes à base de bière sans alcool sont aussi appelés « Fassbrause ».

## Historique et diffusion à Berlin et dans le Brandebourg
Le chimiste Ludwig Scholvien inventa la Fassbrause en 1908 à Berlin pour son fils, afin de lui proposer une boisson semblable à la bière en goût et en couleur, mais sans alcool. À cet effet, la recette originale développée par Scholvien contient, en plus des deux principaux ingrédients en brasserie, l'eau et le malt, un concentré naturel de pommes et de la réglisse.
Dans les années 1960, une boisson du nom d'Apple Beer (en) fut commercialisée aux États-Unis, d'après la recette de la société Dr. Scholvien GmbH & Co. Essenzenfabrik. Après l'acquisition de l'Essenzenfabrik en 1985, Wild GmbH & Co. KG fabrique le concentré dans son site de production à Berlin-Spandau, avant de le vendre au groupe Radeberger, filiale du groupe Oetker (de).
Aujourd'hui, la Fassbrause n'est disponible en pression depuis des fûts que dans la région de Berlin, ce qui fait qu'elle y est vue comme une spécialité locale. Dans le dialecte de Berlin, la Fassbrause est appelée Sportmolle (d'après Molle, « bière »). La Fassbrause peut être mélangée à de la bière pour créer un panaché appelé Gespritztes à Berlin et dans le Brandebourg. Dans le sud du Brandebourg, la Fassbrause est rouge, car elle est fermentée avec des framboises ; elle y était très appréciée au temps de la RDA.
Le marché de la Fassbrause est dominé par les marques Rixdorfer, qui la conditionne en bouteilles de 0,33 litre pour la brasserie Berliner Kindl, et Berliner Fassbrause de Spreequell (de). Depuis août 2012, il existe à Berlin une Fassbrause caféinée, dont le nom Kreuzbär rappelle son lieu de production, le quartier Berlin-Kreuzberg.

## Développement d'autres produits dénommésFassbrause

### Utilisation du nomFassbrause
Jusqu'en 2009, la Fassbrause classique n'avait qu'une position marginale sur le marché des boissons et sa dénomination, qui n'était pas une marque protégée par la loi, n'était quasiment pas connue en dehors du Brandebourg et de Berlin. Le terme de « fût » est, en gastronomie, surtout relié à la brasserie et à la bière. Dans ce contexte, le « soda » est compris comme un synonyme pour une boisson enrichie en dioxyde de carbone.
Cette méconnaissance générale de la Fassbrause classique, la disponibilité du nom de la boisson et du domaine associé, ainsi que la possibilité de choisir une recette quelconque afin de la commercialiser sous le nom de Fassbrause ont permis en 2010 à la brasserie Gaffel (de), située à Cologne, de lancer une nouvelle boisson non alcoolisée appelée Gaffels Fassbrause,, dans le but de compenser la baisse continue des ventes de bière. Le succès de ce produit, qui, en un an, a représenté plus de 13 % des ventes totales de Gaffel, a séduit de nombreuses autres marques comme Holsten, Krombacher et Veltins : comme l'appellation « Fassbrause » n'est pas protégée, beaucoup de brasseries ont complété leurs assortiments de boissons non alcoolisées avec des Fassbrausen qui, par leurs couleurs, ingrédients et goûts, se différencient considérablement de la Fassbrause originelle. Beaucoup de ces Fassbrausen sont en fait des boissons à base de bière sans alcool.

### Variations autour de laFassbrause
Les Fassbrausen peuvent être un mélange de limonade avec de l'extrait de malt ou de la bière sans alcool. Le nombre de variantes de la Fassbrause sur le marché est estimé à plus d'une douzaine en 2012. Leur point commun est la commercialisation de boissons nommées Fassbrause comme une tendance, associant « une sorte [de boisson] traditionnelle avec des arômes actuels, ».
Depuis la Gaffels Fassbrause, des brasseries se sont diversifiées en produisant des Fassbrausen à partir de produits de brassage non alcoolisés et de différentes saveurs, surtout en Rhénanie-du-Nord-Westphalie : aussi bien des petites brasseries régionales et privées, que des grands noms du secteur proposent des Fassbrausen dans leurs gammes d'articles,. En 2012, une demi-douzaine de brasseries ont ainsi présenté de nouveaux produits. Outre la Fassbrause classique rouge à base de framboises, il existe désormais des variantes aromatisées à l'aspérule odorante (verte), au citron (claire), au pomélo, au sureau et au cassis (rouge), à l'orange (jaune-orange) et à la myrtille (violette). Ces produits sont conditionnés et vendus exclusivement dans des bouteilles réutilisables consignées.

### Critique sur les boissons à base de bière
Les fabricants de Fassbrause se situent en tant que concurrents des boissons naturelles comme Bionade, en mettant en avant le fait que la Fassbrause contient moins de sucre et de calories que les autres sodas et jus de fruits.
Cependant, bien que, dans la littérature juridique sur les produits alimentaires, l'appellation de boissons rafraîchissantes comme Fassbrausen soit classée comme valable, des contrôleurs l'ont critiquée comme trompeuse dans le cas de mélanges à base de bière sans alcool, dont le titre alcoolique peut légalement atteindre 0,5 % en Allemagne : il ne peut dans ce cas plus être question de Brause (« soda »). Une telle boisson ne serait pas appropriée pour les alcoolodépendants. D'autre part, les parents ne seraient pas informés sur le fait que ces boissons contiennent de l'alcool. Le laboratoire de diagnostic chimique et vétérinaire de la Westphalie Est-Lippe (de) y a répliqué dans son rapport annuel de 2012 que la consommation de telles boissons n'était pas nocive pour les enfants, d'après l'avis de la plupart des experts en addiction et toxicologues. Les jus de fruits contiennent plus d'alcool que les Fassbrausen à base de bière sans alcool, du fait de la fermentation naturelle des fruits.
Un groupe d'entraide de lutte aux dépendances a comparé la Fassbrause à base de bière sans alcool aux prémix, arguant que les jeunes consommateurs seraient « très tôt […] mis en contact au goût de la bière ». La Deutsche Gesellschaft für Ernährung (de) critique elle aussi la commercialisation de Fassbrausen comme des « boissons non alcoolisées », car cela pourrait habituer les enfants au goût de la bière. Les fournisseurs de Fassbrause ont été accusés de publicité mensongère,,. Les autorités ont déclaré ne pas prendre de mesure, car il n'existe pas de norme pour la production et l'étiquetage de la Fassbrause.